# Helix (byggnad)

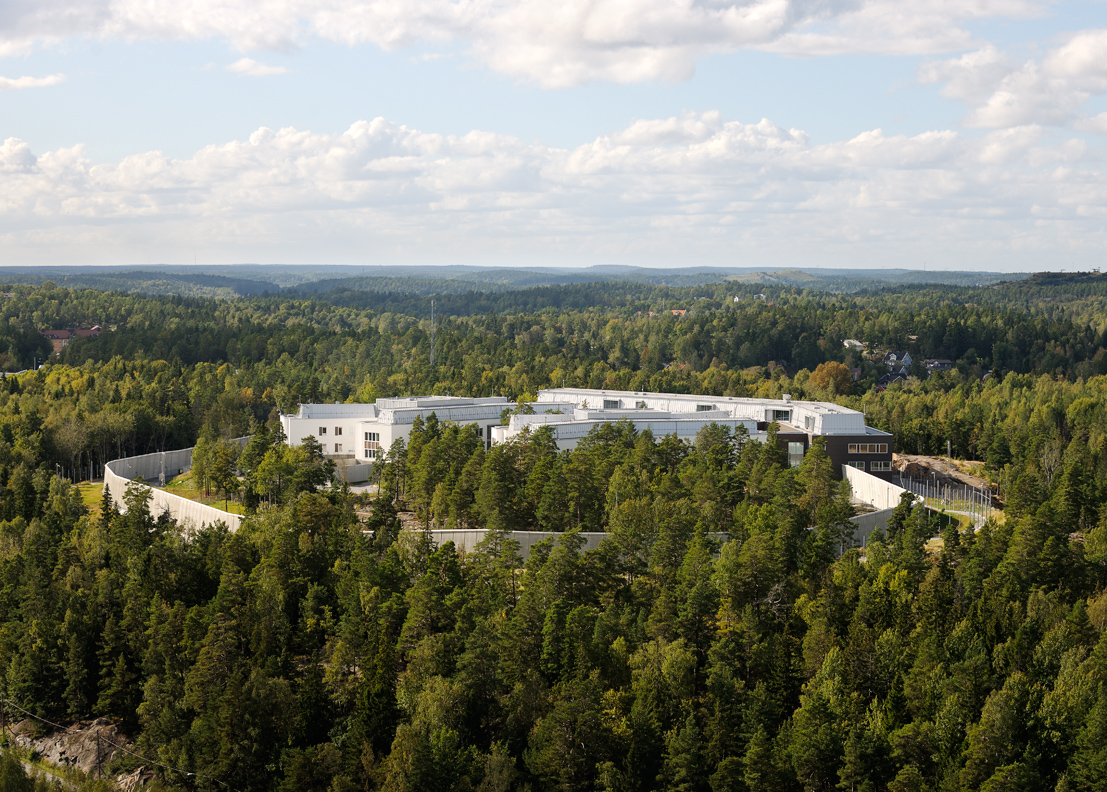
Helix sedd från syd.

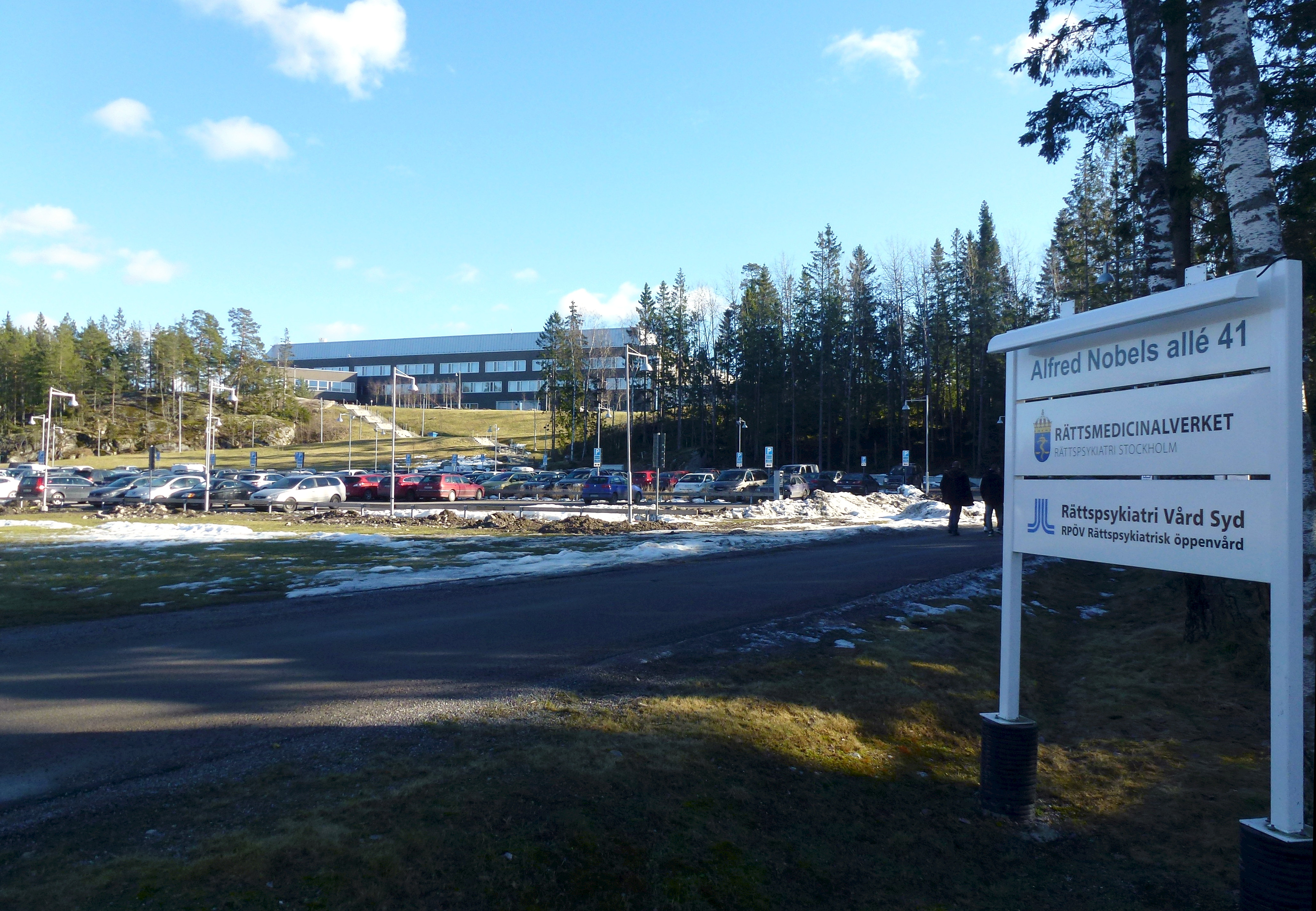
Anläggningen i mars 2015.

Helix är en vårdbyggnad i kvarteret Kromosomen vid Alfred Nobels allé 41 i Flemingsberg, Huddinge kommun. Byggnaden är specialritad för Rättsmedicinalverket och Rättspsykiatri Vård Stockholm, Sektion syd och tilldelades år 2013 utmärkelsen Årets Bygge. ”Helix” var namnet för det vinnande förslaget i Locums projekttävling som vanns av BSK Arkitekter med konsultlag.

## Anläggningen

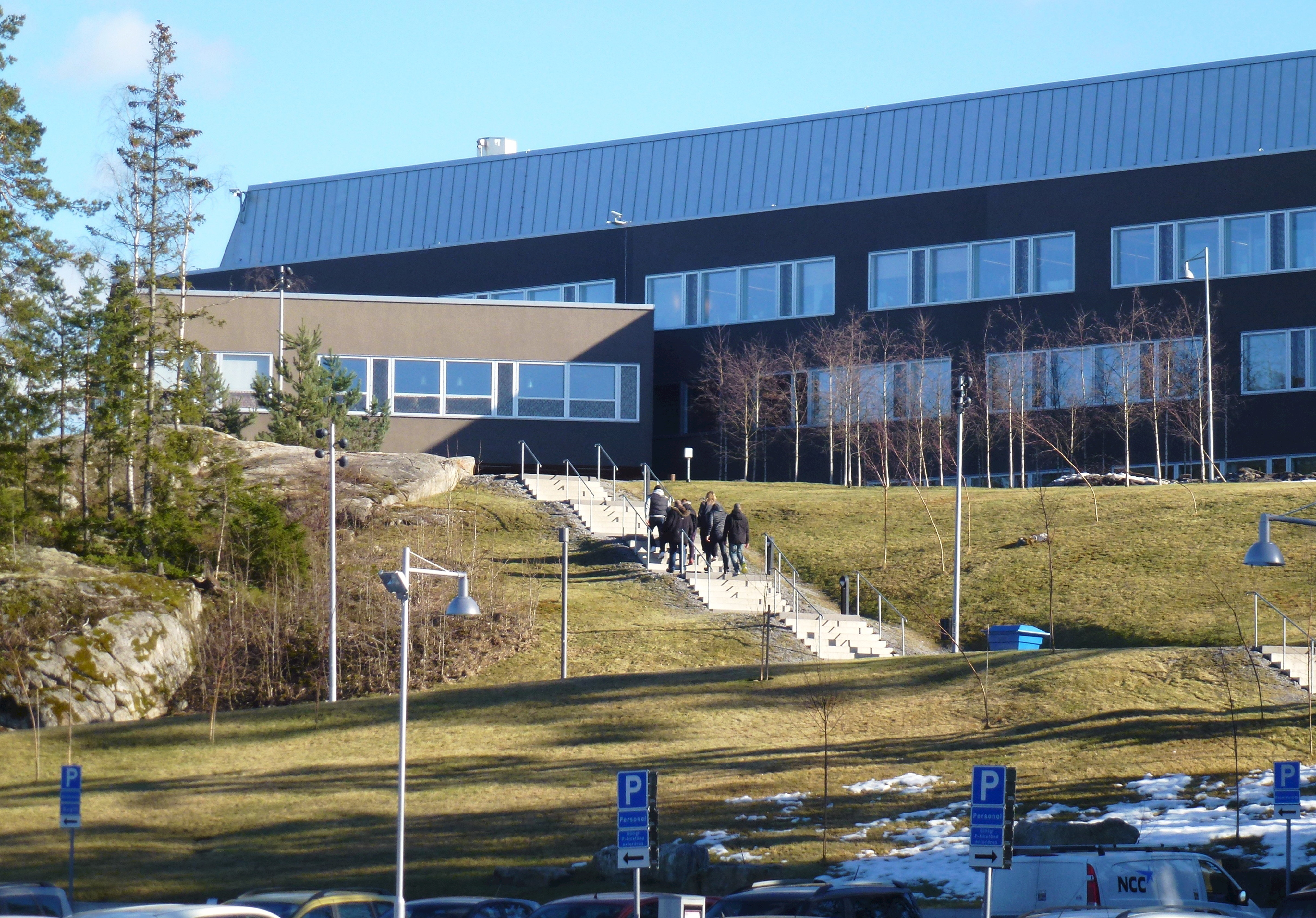
Entrésidan, mars 2015.

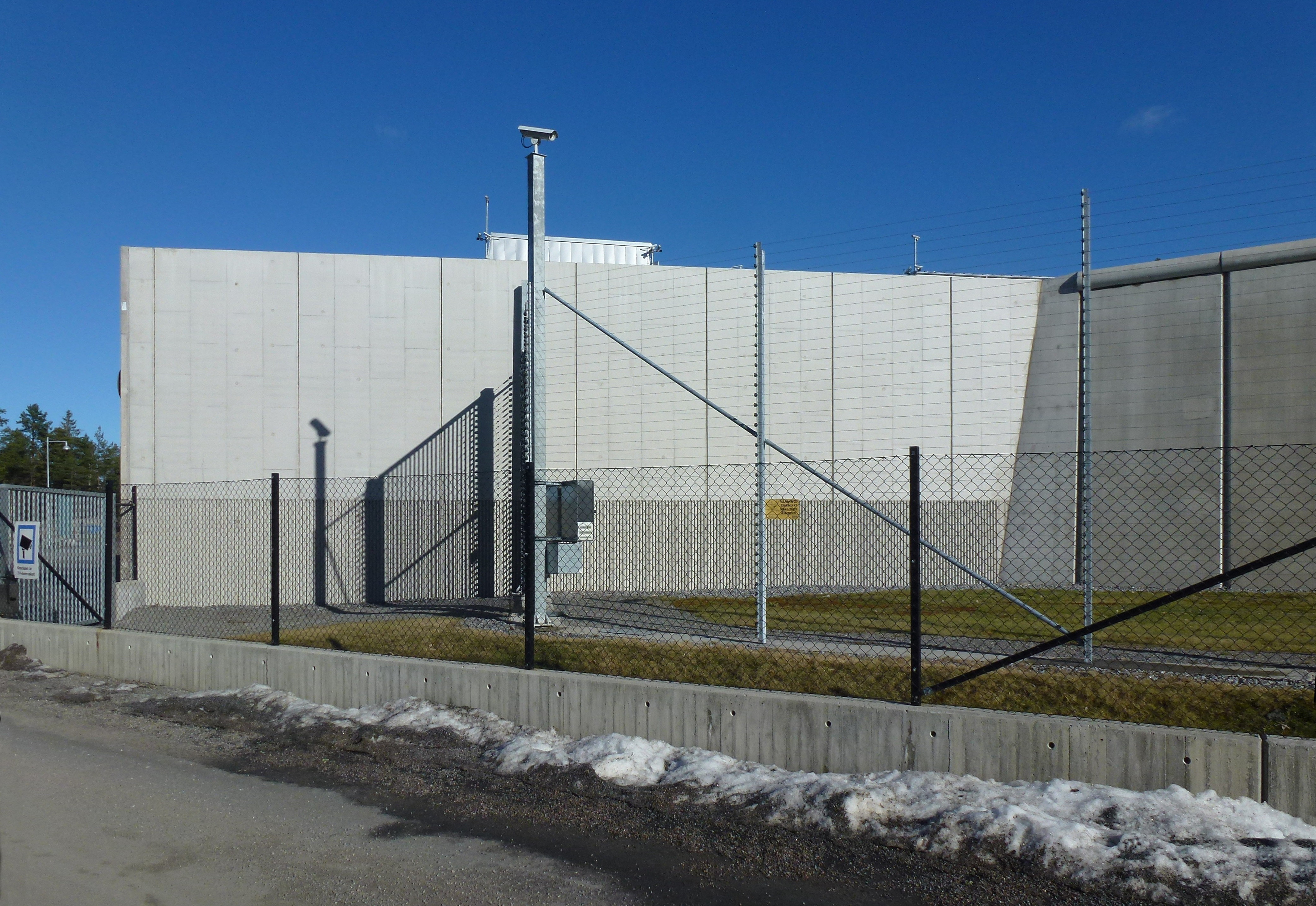
Skyddsmur och elstaket.

Beställare var Locum och ”Helix” var deras hittills största byggprojekt som kostade närmare en miljard kronor att genomföra.  Arkitekt var BSK Arkitekter, som tillsammans med bland annat entreprenören NCC och konstruktionsföretaget ELU konsult, vann arkitekttävlingen med sitt förslag ”Helix”. I mars 2010 började markarbetena och den 1 december 2012 flyttade verksamheterna Stockholms läns sjukvårdsområde och Rättsmedicinalverket in.
Vårdanläggningen ”Helix” uppfördes på en skogskulle inbäddad i naturen strax söder om Karolinska Universitetssjukhuset i Huddinge. Här finns 92 vård- och utredningsplatser, samt en öppenvårdsmottagning. Helix har i den första utbyggnadsetappen en yta på 17 000 kvadratmeter BTA och ligger på en tomt om 15,7 hektar. Fullt utbyggd blir anläggningens yta cirka 30 000 kvadratmeter exklusive utomhusytor.  
Verksamheten kräver hög säkerhet, varför hela byggkomplexet är omgärdat av ett högt elstaket och en sex meter hög betongmur. Anläggningen präglas av två låga X-formade byggnadskroppar som innehåller avdelningar för akutvård respektive långa vårdtider. Dessa sammanlänkas av en högre, långsträckt byggnadsdel som innehåller bland annat entrén, öppenvårdsmottagningen, kontor, personalrum, personalmatsal och en idrottshall.

## Årets bygge
År 2013 belönades ”Helix” bland 20 nominerade projekt som färdigställts i Sverige under 2012 med utmärkelsen Årets Bygge. Juryns motivering:
| ” | "För ett komplicerat och omfattande byggprojekt med rigorösa krav på säkerhetssystem både i utförandefasen och under byggnadens drift tilldelas Helix tidningen Byggindustrins utmärkelse Årets Bygge 2013. Projektet har satt samverkan mellan samtliga medverkande parter i centrum redan från början. Locums mest omfattande byggprojekt hittills innehåller många av de inslag som tävlingsjuryn är övertygad om kommer att utmärka de bästa framtidsprojekten, inslag som samtidigt förmår att fokusera på samverkan, på teknikutveckling, på kvalitetstänkande och på praktisk kunskapsåterföring. Helix är ett väl genomfört projekt som förutom sin fysiska utformning också tillför ett stort kunskapskapital i samtliga medverkande företag." | „ |